# Karin Andersson (journalist)
Karin Margareta Andersson, född 24 april 1945 i Ådals-Lidens församling i Västernorrlands län, är en svensk TV-journalist verksam vid Sveriges Television. 
Karin Andersson, som har examen från akademisk journalistutbildning i Göteborg år 1970, har varit politisk reporter för SVT:s Aktuellt. Tillsammans med Pia Brandelius ledde hon aktualitetsprogrammet Speciellt i SVT 1 mellan 1992 och 2000. I SVT:s programserie En bok – en författare intervjuade hon drottning Silvia, Jill Tingsten Klackenberg, Christoph Andersson, Ebba Lindsö och Johan T. Lindwall under 2010.
Karin Andersson är dotter till faktor Karl Gustav Andersson och Elin, ogift Johansson. Hon var sambo med Harry Hansson (1943–2002) under många år fram till dennes död.